# LOVE MODE
《LOVE MODE》是志水雪的BL漫畫。自1995年起連載於BexBoy 漫畫連載雜誌。現已完結，共12期。

## 概要
本身為短篇單元式故事，但每篇故事都與一間Blue Boy (B&B) 的高級會員制同性戀俱樂部有關。

## 主要角色
蒼江怜二
28歲，在第一期初次登場。B&B 的經營者，同時持有其他不同企業。桂多年的好朋友。待人冷酷，以對待和泉尤甚。
高宮桂
28歲，在第一期初次登場。在故事開始時在B&B 約下阪下和泉，結果與阪下和泉相識。為人善良、溫柔、顧及他人感受，對阪下和泉亦十分熱情。亦曾為該漫畫出版社Biblos 票選為女讀者最希望結婚的對象。
阪下和泉
16歲，在第一期初次登場。是一個普通的高校學生，喜歡結識女孩子。在朋友介紹下認識新朋友約會，於是認識了桂。本欲歸去，但慢慢發覺很享受其過程。被桂侵犯後才得知原來桂約定的是另一名叫「小泉」的人。不過和泉已逐漸喜歡上桂。
白河直也
在第二期登场。